# Epipedocera hoffmanni
Epipedocera hoffmanni là một loài bọ cánh cứng trong họ Cerambycidae.